# Tegeler
Der Familienname Tegeler stammt mit größter Wahrscheinlichkeit vom Beruf des Ziegelmachers (Ziegel = lateinisch tegula) ab.

## Namensträger
- Anna-Maria Tegeler (* 1988), deutsche Schlagersängerin, siehe Anna-Maria Zimmermann
- Josef Tegeler (1926–2013), deutscher Unternehmer und Politiker (CDU)
- Maja Tegeler (* 1974), deutsche Politikerin (Die Linke)
- Nicolai Tegeler (* 1978), deutscher Schauspieler, Sprecher und Moderator
- Wilhelm Tegeler (Maler) (1793–1843), deutscher Maler und Verwaltungsbeamter
- Wilhelm Tegeler (Politiker) (1893–1960), deutscher Politiker (DNVP und CDU)
- Wilhelm Tegeler (Verwaltungsbeamter) (1902–1969), deutscher Verwaltungsbeamter und Senatssyndicus

## Ähnliche Namen
- Tegler